# حيمد (المضاربة والعارة)

تعديل مصدري - تعديل

حيمد هي إحدى قرى عزلة المضاربة بمديرية المضاربة والعارة التابعة لمحافظة لحج، بلغ تعداد سكانها 109 نسمة حسب تعداد اليمن لعام 2004.